# Wólka Górska
Wólka Górska – wieś sołecka  w Polsce, położona w województwie mazowieckim, w powiecie legionowskim, w gminie Jabłonna.
W latach 1975–1998 miejscowość administracyjnie należała do województwa warszawskiego.
1 sierpnia 1977 część Wólki Górskiej (32 ha) włączono do Nowego Dworu Mazowieckiego.
Wierni Kościoła rzymskokatolickiego należą do parafii Świętych Apostołów Piotra i Pawła w Nowym Dworze Mazowieckim.